# Hans van der Grinten

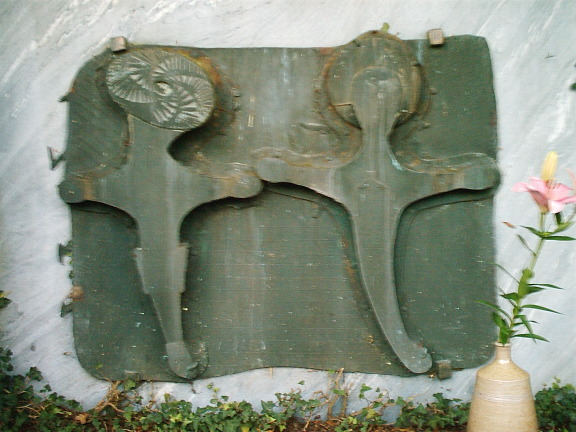
Das von Joseph Beuys gestaltete Grabmal der Familie van der Grinten auf dem Kranenburger Friedhof

Hans van der Grinten (* 19. März 1929 in Kranenburg (Niederrhein); † 22. Mai 2002 in Essen) war ein deutscher Kunstsammler, Museumsdirektor, Schriftsteller und bildender Künstler. Zusammen mit seinem Bruder Franz Joseph van der Grinten baute er eine umfangreiche Kunstkollektion mit mehr als 60.000 Werken aus dem 19. und 20. Jahrhundert und eine um die 100.000 Exemplare zählende, „treuhänderisch“ übergebene, Sammlung an Archivalien von und über Joseph Beuys auf, die gegenwärtig im Museum Schloss Moyland in Bedburg-Hau untergebracht ist.

## Leben
Hans van der Grinten wurde 1929 in Kranenburg nahe der niederländischen Grenze nicht weit von Nijmegen geboren. Am Staatlichen Gymnasium Cleve hatte er Bekanntschaft mit der bildenden Kunst gemacht und bekam Privatstunden von einem Künstler in Kleve. Ab 1946 begann er, zusammen mit seinem jüngeren Bruder, Kunst zu sammeln. Eines der ersten Werke, die sie kauften, war eine Lithografie von Käthe Kollwitz. Zusammen reisten sie nach Paris, um von ihrem Taschengeld Werke der modernen Kunst zu kaufen. Von 1945 bis 1965 war er als Landwirt auf dem elterlichen Hof tätig.
Van der Grinten studierte von 1954 bis 1956 Landbaukunde in Bonn und erhielt sein Diplom 1958. In Bonn studierte er Kunstgeschichte und setzte dieses Studium von 1960 bis 1965 fort. Von 1964 bis 1973 arbeitete er als Dozent am Seminar für Werkerziehung in Düsseldorf. In den Jahren 1971 bis 1974 war er als wissenschaftlicher Mitarbeiter am Städtischen Museum Abteiberg in Mönchengladbach unter der Leitung von Johannes Cladders und zwischen 1974 und 1991 als Hauptkonservator für moderne Kunst am Museum Commanderie van Sint Jan in Nijmegen tätig. Nach 1990 bis zu seiner Pensionierung im 70. Lebensjahr im Jahre 1999 war er zusammen mit seinem Bruder künstlerischer Direktor am Museum Schloss Moyland in Bedburg-Hau.
1946 lernten Hans und Franz Joseph van der Grinten den einige Jahre älteren Joseph Beuys flüchtig im Haus des Englischlehrers Heinrich Schönzeler kennen. Beuys, der während seiner Gymnasialzeit Unterricht bei Schönzeler erhielt, bereitete sich mit dessen Sohn Ernst Schönzeler auf die Aufnahmeprüfung für die Düsseldorfer Akademie vor. Den Rat, vor allem zeitgenössische Kunst zu sammeln, unter anderem von Joseph Beuys, hatten die Brüder van der Grinten vom Kunstmaler Hermann Teuber bekommen, der in Kalkar lebte. Das Werk von Beuys hatten sie zum ersten Mal in einer Ausstellung im B.C. Koekkoek-Haus in Kleve gesehen, aber durch den ziemlich ‚exklusiven‘ Charakter seines Werkes waren sie nicht auf die Idee gekommen, diese Werke sammeln zu können. Beuys stand dem Plan wohlwollend gegenüber, so dass er eines Tages, im Juni 1951, mit einem Lederkoffer mit Zeichnungen zu den Brüdern nach Kranenburg zu Besuch kam. Aus diesen Zeichnungen durften sie eine Auswahl treffen. Hiernach entstand eine freundschaftliche Beziehung zu Joseph Beuys und der Beginn des Aufbaus der Sammlung seiner Arbeiten und Archivalien bis 1986.
Hans van der Grinten organisierte viele Ausstellungen und schrieb oftmals eine Einleitung für die Kataloge zur Ausstellung. So entstanden hunderte Schriften zur zeitgenössischen Kunst. Auf Ausstellungseröffnungen war er als phänomenaler Redner bekannt, der scheinbar ‚aus dem Stegreif‘ zwanzig Minuten und mehr über bildende Kunst reden konnte. Als bildender Künstler hatte er sein ganzes Leben lang Zeichnungen gemacht und war für eine Zeit lang Mitglied der graphischen Vereinigung in Osterath (Radiergemeinschaft Osterath), die ihren Schwerpunkt vor allem auf das Herstellen von Radierungen verlegte. Am 22. Mai 2002 verstarb Hans van der Grinten im Alter von 73 Jahren in Essen.

### Sammlung van der Grinten
Die Sammlung von Hans und Franz Joseph van der Grinten wuchs im Laufe der Jahre, beginnend 1946 mit einem bescheidenen Ansatz an modernen Kunstwerken, und ab 1951 nicht zuletzt durch den Rat und die Unterstützung von Joseph Beuys, zu umfangreicher Größe an. Die Brüder organisierten 1953 die erste Einzelausstellung von Joseph Beuys in den Wohnräumen des elterlichen Bauernhofes in Kranenburg. Die Ausstellung zog auffallend viele Besucher von außerhalb an. Im Herbst 1963 fand in den Stallgebäuden die legendäre Stallausstellung mit dem Titel „Joseph Beuys: Fluxus“ statt. Es erschien ein Katalog mit Texten von Hans und Franz Joseph van der Grinten. Die Brüder sammelten Werke auch von anderen Künstlern, vor allem vom Niederrhein. Beuys gab ihnen auch den Rat, Fotografien, englische Radierungen und Jugendstil zu sammeln. Durch große Beharrlichkeit, Kenntnis, einen offenen Blick und viele persönliche Freundschaften mit Künstlern der eigenen Generation entstand eine Sammlung von Zeichnungen, Gemälden, Bildhauerkunst, plastischen Objekten, Grafiken und kunsthistorischer Dokumentation. Diejenigen Arbeiten, die die Brüder von Joseph Beuys erwarben, bilden heute einen wesentlichen Schwerpunkt der Sammlung.

### Museum Schloss Moyland
Hans van der Grinten war die treibende Kraft bei der Renovierung von Schloss Moyland. Jahrelang hatte das Schloss leergestanden und war zu einer Ruine verfallen, da es gegen Ende des Zweiten Weltkriegs bombardiert und zerstört wurde. Bis Ende der 1980er Jahre konnten keine interessierten Geldgeber für die zum Wiederaufbau des Schlosses benötigten Mittel gefunden werden. 1990 wurde eine Stiftung gegründet, worin die Brüder ihre Sammlung und der Baron van Steengracht sein Schloss und seinen Park einbrachten. Das Bundesland Nordrhein-Westfalen übernahm die Kosten für die Renovierung und Instandsetzung. So entstand die „Stiftung Museum Schloss Moyland, Sammlung van der Grinten, Joseph Beuys Archiv des Landes Nordrhein-Westfalen“. Das Museum wurde 1997 nach gründlichem Wiederaufbau eröffnet. Die erste Präsentation der Sammlung stand unter Regie der beiden Brüder und wurde bekannt als „Moyländer Hängung“ (im Vergleich zur „Petersburger Hängung“). Kennzeichnend waren die Wände, die systematisch von oben bis unten mit Kunstwerken bedeckt waren, ohne Nummerierung oder erklärenden Texten. Ab April 2010 wurde das Hauptgebäude des Museums geschlossen und umgebaut. Im Herbst 2011 wurde die Sammlung mit einem neuen Konzept dem Publikum präsentiert. Auf die „Moyländer Hängung“ wurde verzichtet. Das Museum verwandelte sich von einem reinen Sammlermuseum zu einem Museum über eine Kunstsammlung.

### Joseph Beuys Archiv des Landes Nordrhein-Westfalen
Die Brüder hatten in den 1950er Jahren eine Übereinkunft mit Beuys geschlossen, dass seine Archivalien, die er persönlich aus Platzgründen nicht mehr archivieren konnte, bei ihnen „treuhänderisch“ untergebracht werden könnten. Damit wurde die Basis gelegt für das heutige „Joseph Beuys Archiv des Landes Nordrhein-Westfalen“, welches gegenwärtig im Schloss Moyland in Bedburg-Hau untergebracht ist. Das „Joseph Beuys Archiv“ wurde am 10. Juli 1990 in Verbindung mit der Stiftung gegründet und ist als eigenständige Institution seit 1992 mit der früheren Wirkungsstätte von Joseph Beuys, der Kunstakademie Düsseldorf, vertraglich verbunden. Als wissenschaftliches Personenarchiv liegt seine Aufgabe im Bewahren, Erschließen und der Präsentation seiner Bestände sowie dem Sammeln neuer Archivalien, die sich auf Joseph Beuys und sein Umfeld beziehen. Der Bestand umfasst eine große Sammlung von Zeitungsausschnitten, eine Sammlung von Drucksachen, eine Rubrik mit Briefen, vor allem an Joseph Beuys, eine Abteilung mit Handschriftlichem, einige audiovisuelle Medien und einen Bereich für alles Sonstige.

## Ehrungen
Hans van der Grinten wurde am 23. November 1992 mit dem Verdienstorden des Landes Nordrhein-Westfalen ausgezeichnet.